# パウラォン・プレステス
パウラォン・プレステス（Paulão Prestes）ことパウロ・プレステス（Paulo Prestes、1988年2月15日 - ）は、ブラジルのプロバスケットボール選手。スペイン男子プロバスケットボールリーグ1部リーガACBのCBグラナダに所属している。サンパウロ州モンテ・アプラジーヴェウ出身。ポジションはセンター。211cm、118kg。